# Campionatele europene de gimnastică feminină din 1969
Campionatele europene de gimnastică feminină din 1969, care au reprezentat a șaptea ediție a competiție gimnasticii artistice feminine a "bătrânului continent", au avut loc în orașul Landskrona din Suedia.
Datorită valorii mondiale a gimnasticii europene, campionatele europene de gimnastică feminină au coincis, pentru foarte mulți ani, cu replica sa mondială.